# John Toland
John Toland (Inishowen, 30 novembre 1670 – Londra, 11 marzo 1722) è stato un filosofo e scrittore irlandese.
Sostenitore prima del deismo e poi di una forma di panteismo materialistico, fu avversato e combattuto da Leibniz e da Clarke.

## Vita
Si sa molto poco delle sue origini (si è pensato anche che fosse figlio illegittimo di un prete cattolico), a parte il fatto che nacque nel villaggio di Ardagh, nella contea di Donegal, una zona a maggioranza cattolica e di lingua irlandese, nell'Ulster nordoccidentale. È probabile che sia stato battezzato col nome di "Seán Eoghain Ui Thuathalláin", dando origine al soprannome "Janus Junius Toland". Dopo la conversione al protestantesimo all'età di sedici anni, ottenne una borsa di studio in teologia all'Università di Glasgow. In seguito avrebbe frequentato anche l'Università di Edimburgo e quella di Leida, nei Paesi Bassi. Nel 1696 ci fu il rogo pubblico a Dublino del suo primo libro, Christianity Not Mysterious. Toland fu così costretto a fuggire in Inghilterra, dove passò il resto della sua vita.

## Pensiero
Toland fu la prima persona ad essere definita un freethinker ("libero pensatore"), definizione attribuitagli dal vescovo Berkeley. Scrisse più di un centinaio di opere su vari argomenti, ma il più delle volte dedicate a critiche alle istituzioni ecclesiastiche. Una gran parte della sua attività intellettuale fu dedicata a scrivere trattati politici a sostegno della causa Whig.
È conosciuto da molti studiosi anglosassoni per il suo ruolo di biografo o curatore di noti repubblicani di metà XVII secolo come James Harrington, Algernon Sidney e John Milton. Le sue opere Anglia libera e State Anatomy sono ritenute banali espressioni di un repubblicanesimo inglese che cerca di conciliare se stesso con la monarchia costituzionale.
Toland viene generalmente etichettato come un deista, ma al tempo in cui scrisse Christianity not Mysterious fu molto attento a distinguersi sia dagli ateisti scettici che dai teologi ortodossi. Dopo aver formulato una versione restrittiva dell'empirismo epistemologico di John Locke, Toland proseguì dimostrando che non ci sono fatti o dottrine nella Bibbia che non siano perfettamente chiare, intelligibili e ragionevoli, non essendo né contrarie alla ragione né incomprensibili ad essa. Ogni rivelazione è rivelazione umana e ciò che non è comprensibile è da rigettare come un balbettìo.
Dopo il suo Christianity not Mysterious ("Cristianesimo senza misteri"), le Letters to Serena ("Lettere a Serena") costituiscono il suo maggior contributo alla filosofia. Nelle prime tre lettere, sviluppa un resoconto storico della superstizione deducendone che la ragione umana non riesce mai a liberarsi pienamente dai pregiudizi. Nelle ultime due lettere, scopre un materialismo metafisico fondato nella critica del sostanzialismo monista. Nel Nazarenus troviamo Toland impegnato ancora nella critica al governo ecclesiastico, critica che era già iniziata in Primitive Constitution of the Christian Church, uno scritto clandestino in circolazione dal 1705. Il primo libro del Nazarenus richiama l'attenzione sul diritto degli Ebioniti ad occupare un posto nella Chiesa primitiva. Tra le opere importanti più tarde si colloca Tetradymus, nel quale troviamo Clidophorus, uno studio storico sulla distinzione tra filosofie esoteriche ed essoteriche.
Toland influenzò le idee del barone d'Holbach sul moto fisico. Nelle "Lettere a Serena", Toland affermava che la quiete, o assenza di moto, non è semplicemente relativa. In realtà, secondo Toland, la quiete è un caso particolare di moto. Quando c'è un conflitto di forze, il corpo che apparentemente è in stato di quiete è influenzato da attività e passività quanto lo è quando è in movimento.
Il suo Pantheisticon, sive formula celebrandae sodalitatis socraticae
(Pantheisticon, o la formula per celebrare la società socratica), del quale stampò solo poche copie per distribuirle privatamente, provocò grande scandalo perché era una specie di servizio liturgico composto da brani di scrittori pagani, su imitazione della liturgia della Chiesa d'Inghilterra.
Partecipò alla creazione del Ancient Druid Order ("Antico Ordine Druidico") il 21 settembre 1717 a Londra e fu scelto per organizzare quest'ordine che segnò la creazione del neo-druidismo. Questa organizzazione proseguì ininterrottamente fino a che si divise in due gruppi nel 1964. Entrambi i gruppi, l'Ordine Druidico e l'Ordine dei Bardi, Ovati e Druidi, esistono ancora oggi.
Tra le altre cose, curò anche una traduzione dell'opera di Giordano Bruno Lo spaccio della bestia trionfante, scritta nel 1584.

## Opere
- Christianity not Mysterious: A Treatise shewing, that there is nothing in the Gospel contrary to Reason, nor above it: and that no Christian Doctrine can be properly called a Mystery (1696)
- An Apology for Mr. Toland (1697)
- Amyntor, or the defence of Milton's life (1698)
- Amyntor, or a Defence of Miltons Life (1699)
- Cura l'edizione dell'opera di James Harrington Oceana and other Works (1700)
- The Art of Governing Partys (1701)
- Limitations for the next Foreign Successor, or A New Saxon Race: Debated in a Conference betwixt Two Gentlemen; Sent in a Letter to a Member of Parliament (1701)
- Propositions for Uniting the Two East India Companies (1701)
- Hypatia or the History of a most beautiful, most virtuous, most learned and in every way accomplished lady, who was torn to pieces by the clergy of Alexandria to gratify the pride, emulation and cruelty of the archbishop commonly but undeservedly titled St Cyril (1720)
- Anglia Libera, or the Limitation and Succession of the Crown of England ([1701)
- Reasons for Address His Majesty to Invite into England their Highnesses, the Electress Dowager and the Electoral Prince of Hanover (1702)
- Vindicius Liberius (1702)
- Letters to Serena (1704)
- The Primitive Constitution of the Christian Church (c.1705; postumo, 1726)
- The Account of the Courts of Prussia and Hanover (1705)
- Socinianism Truly Stated (firmato "un panteista") (1705)
- Traduzione dell'opera di A. Phillipick Schiner Oration to Incite the English Against the French (1707)
- Adeisidaemon - or the "Man Without Superstition" (1709)
- Origines Judaicae (1709)
- The Art of Restoring (1710)
- The Jacobitism, Perjury, and Popery of High-Church Priests (1710)
- An Appeal to Honest People against Wicked Priests (1713)
- Dunkirk or Dover (1713)
- The Art of Restoring (1714) (contro Robert Harley)
- Reasons for Naturalising the Jews in Great Britain and Ireland on the same foot with all Other Nations (1714)
- State Anatomy of Great Britain (1717)
- The Second Part of the State Anatomy (1717)
- Nazarenus, or Jewish, Gentile and Mahometan Christianity (1718)
- The Probability of the Speedy and Final Destruction of the Pope (1718)
- Tetradymus (1720)
- Pantheisticon (1720)
- History of the Celtic Religion and Learning Containing an Account of the Druids (1726), postumo, incompiuto.
- A Collection of Several Pieces of Mr John Toland, ed. a cura di P. Des Maizeaux, 2 voll. (1726)
- The Miscellaneous Works of Mr John Toland, 2ª ed. a cura di P. Des Maizeaux, 2 voll. (1747)

### Traduzioni italiane
- John Toland, Opere, a cura di Chiara Giuntini, UTET ("I classici della filosofia"), Torino, 2002. (contiene: Christianity not mysterious, Letters to Serena, Adeisidaemon, Origines Judaicae, Nazarenus, Pantheisticon).
- John Toland, Lettera di un medico arabo (1706), a cura di Giacomo Maria Arrigo, Jouvence, Milano 2025. ISBN 979-12-5622-063-2.
- John Toland, Ragioni per naturalizzare gli ebrei in Gran Bretagna e Irlanda (1714), a cura di Paolo Bernardini, La Giuntina, 1998. ISBN 978-88-8057-064-6.
- John Toland, Ipazia (1720), a cura di Federica Turriziani Colonna, Firenze, Clinamen 2010. ISBN 978-8884102928.